# Groß Lübbenau
Groß Lübbenau, niedersorbisch Lubń, ist ein Ortsteil der Stadt Lübbenau/Spreewald im nördlichen Teil des südbrandenburgischen Landkreises Oberspreewald-Lausitz. Bis zum 26. Oktober 2003 war Groß Lübbenau eine eigenständige Gemeinde. 1986 wurde ein Teil des Ortes zugunsten des Braunkohletagebaus Seese-Ost devastiert, 186 Einwohner wurden umgesiedelt. Am 31. Dezember 2022 hatte Groß Lübbenau 230 Einwohner.

## Lage
Das Dorf Groß Lübbenau liegt südlich des Spreewalds und östlich des Naturparks Niederlausitzer Landrücken, rund fünf Kilometer südöstlich von Lübbenau und 25 Kilometer nordwestlich von Cottbus. Die Gemarkung grenzt im Norden an Boblitz, im Nordosten an Leipe, im Osten an Raddusch, im Süden an Bischdorf, im Südwesten an Kittlitz und im Westen an Groß Klessow mit dem Wohnplatz Redlitz. Zu Groß Lübbenau gehört der Wohnplatz Scheddis.
Der eigentliche Ortskern von Groß Lübbenau lag rund 500 Meter südlich des heute erhaltenen Ortsgebiets bei (51° 49′ 31″ N, 13° 58′ 43″ O) und wurde für den Braunkohletagebau Seese-Ost devastiert. Erhalten geblieben sind der Wohnplatz Scheddis und die ehemalige Bergschenke. Südlich von Groß Lübbenau liegt der als Tagebaurestsee entstandene Bischdorfer See, südwestlich der Redlitzer See.

## Geschichte
Das Gebiet um Groß Lübbenau wurde bereits in der Jungbronzezeit besiedelt, was Scherbenfunde nordwestlich und westlich des Dorfes nachweisen. Die erste urkundliche Erwähnung von Groß Lübbenau erfolgte im Jahr 1373 als Grossen Lobin. Der Ortsname leitet sich nicht wie der Name des benachbarten Ortes Lübbenau von Ľub- für lieb ab, sondern ist eher wie bei der Stadt Lübben in dem altsorbischen Personennamen Ľuba zu suchen, an den das Suffix -in angehängt wurde. Ľuba kann als Kurzform des Namens Ľubogost aufgefasst werden. Der Ortsname kann also mit Ort des Ľuba übersetzt werden. Der Namenszusatz Groß dient somit auch nicht der Unterscheidung zu Lübbenau, sondern der Unterscheidung zu einem spätestens im 16. Jahrhundert wüst gefallenen Dorf mit dem Namen Klein Loben. Im Jahr 1428 wurde der Ort als Grossen Lobin genannt. Die Endung -aw (heute -au) wurde erst 1570 ergänzt. Die sorbischen Namensvarianten waren 1761 Lubn und 1843 Lubń.
Nikolaus von Maltitz wurde 1441 als Besitzer des Ortes genannt. 1452 wurde der Ort von dem brandenburgischen Markgrafen Friedrich II. gekauft und bildete seitdem eine brandenburg-preußische Exklave innerhalb der Markgrafschaft Niederlausitz. In Preußen wechselte die Verwaltungszugehörigkeit öfter, mal war der Ort der Herrschaft Storkow, mal der Herrschaft Cottbus unterstellt. Unter den Herren von Minckwitz wurde 1550 das erste Kirchengebäude im Ort gebaut. Zwischen 1779 und 1788 kam Groß Lübbenau schließlich in den Besitz der Grafen zu Lynar und somit zur Herrschaft Lübbenau. Bis zur Mitte des 18. Jahrhunderts war die Töpferei der Haupterwerbszweig im Ort. Im Jahr 1805 lebten drei Bauern, 24 Kossäten und zwölf Einlieger in Groß Lübbenau. Im folgenden Jahr musste Preußen die Herrschaft Cottbus und somit auch Groß Lübbenau an das Königreich Sachsen abtreten.
Bereits neun Jahre später, nach der auf dem Wiener Kongress beschlossenen Teilung des Königreiches Sachsen, wurde Groß Lübbenau wieder preußisch. Im Jahr 1816 wurde der Ort dem Kreis Calau in der Provinz Brandenburg zugeordnet. 1818 hatte Groß Lübbenau 295 Einwohner und eine Windmühle. Zwischen 1821 und 1824 erfolgte der Bau der neuen Dorfkirche Groß Lübbenau im klassizistischen Stil, sie wurde am 15. November 1824 eingeweiht. Im Jahr 1846 hatte das Dorf 300 Einwohner. Bei der Volkszählung am 1. Dezember 1871 wurden in der Landgemeinde und im Gutsbezirk Groß Lübbenau zusammen 370 Einwohner in 72 Haushalten, von diesen waren 180 Männer und 190 Frauen; 79 Einwohner waren Kinder unter zehn Jahren. Als der sorbische Sprachforscher Arnošt Muka Groß Lübbenau im Jahr 1884 für seine „Statisik der Lausitzer Sorben“ besuchte war der Ort schon weitgehend verdeutscht, unter anderem weil die sorbischsprachigen Gottesdienste in der Gemeinde bereits im frühen 19. Jahrhundert eingestellt worden waren. Von den 415 Einwohnern waren laut Muka weniger als zehn Sorben. Im Zuge der Auflösung der preußischen Gutsbezirke wurde der Gutsbezirk Groß Lübbenau im Jahr 1928 mit der Landgemeinde vereinigt.
Nach dem Ende des Zweiten Weltkrieges und der sowjetischen Bodenreform wurden die Grundbesitzer in Groß Lübbenau enteignet und die landwirtschaftlichen Flächen in Allgemeingut umgewandelt. Mit der brandenburgischen Kreisreform 1950 schied Groß Lübbenau mit weiteren Gemeinden aus dem Landkreis, der in den Landkreis Senftenberg umgewandelt wurde, aus und wurde dem Landkreis Lübben (Spreewald) angegliedert. Am 25. Juli 1952 kamen die Orte an den neu gegründeten Kreis Calau im Bezirk Cottbus. 1956 wurde die Landwirtschaftliche Produktionsgenossenschaft „Goldene Ähre“ gegründet, der sich bis 1960 alle Bauern Groß Lübbenaus angeschlossen hatten. In den Jahren 1964 und 1965 wurde auf der Gemarkung von Groß Lübbenau ein künstlicher Badesee angelegt, für den sich die Bezeichnung „Boblitzer Badesee“ eingebürgert hat. Das Strandbad wurde im Laufe der Zeit um einen Sprungturm, Umkleidekabinen, einen Kiosk und eine Liegewiese erweitert.
Ab den 1960er-Jahren wurde in der Gegend um Groß Lübbenau Braunkohle abgebaut. Im Jahr 1986 rückte der Tagebau Seese-Ost schließlich an Groß Lübbenau heran und der historische Ortskern wurde für den Braunkohlebergbau devastiert. Von der Abbaggerung waren auch das barocke Schloss Groß Lübbenau und die Dorfkirche betroffen, letztere wurde am 14. April 1988 gesprengt. Erhalten blieben der nordöstlich des Schlosses gelegene Dorfteil Scheddis und die Siedlung um die nördlich gelegene Bergschenke. Insgesamt 186 Einwohner mussten umgesiedelt werden. Im verbliebenen Teil Groß Lübbenaus wurde im Jahr 1987 ein neues Kirchengebäude gebaut, in diesem ist auch ein Model der Vorgängerkirche ausgestellt.
Nach der Wiedervereinigung lag Groß Lübbenau zunächst im Landkreis Calau in Brandenburg, 1992 schloss sich die Gemeinde zur Erledigung ihrer Verwaltungsangelegenheiten dem Amt Lübbenau (ab 1998 Amt Lübbenau/Spreewald) an. Der Betrieb des Tagebaus Seese-Ost wurde 1996 eingestellt und der abgebaggerte Teil der Groß Lübbenauer Gemarkung zugeschüttet. Die Flächen werden heute rekultiviert, südlich des Dorfes entsteht der Bischdorfer See. Das Freibad am Boblitzer Badesee stellte nach der Saison 1997 den Betrieb ein. Am Standort der ehemaligen Kirche wurde 2001 ein Gedenkstein für den Ort eingeweiht. Am 26. Oktober 2003 wurden Groß Lübbenau im Rahmen der brandenburgischen Gemeindegebietsreform nach Lübbenau eingemeindet, das Amt Lübbenau/Spreewald wurde aufgelöst.

## Bevölkerungsentwicklung
| 1875 | 383 | 1925 | 418 | 1946 | 470 | 1971 | 443 | 1989 | 259 |
| 1890 | 428 | 1933 | 380 | 1950 | 500 | 1981 | 386 | 1996 | 281 |
| 1910 | 386 | 1939 | 391 | 1964 | 448 | 1985 | 321 | 2002 | 288 |

## Kultur und Sehenswürdigkeiten
In die neu erbaute moderne Kirche wurden der Altar, Glocken sowie Kanzel und Taufstein aus der alten Kirche überführt. Der Kirchturm ist freistehend. Im Ort gibt es ein kleines Heimatmuseum, in dem Geräte und Hausrat aus ehemaligen Gehöften zu besichtigen ist.
Der Volkschor in Groß Lübbenau wurde 1895 gegründet.

## Wirtschaft und Infrastruktur
Direkt nördlich des Ortes verläuft die Bundesautobahn 15 an die Groß Lübbenau über die Anschlussstelle Boblitz angebunden ist, westlich die Bundesautobahn 13. Im nördlichen Teil der Gemarkung liegt die Landesstraße 49 (ehemalige Bundesstraße 115), im westlichen Teil die Landesstraße 55.